# Gerhard Adolf Aschbach
Johann Gerhard Adolf Aschbach (* 27. Juni 1793 oder 22. Juni 1793 in Höchst am Main; † 20. April 1842 in Freiburg im Breisgau) war ein deutscher Jurist und Politiker.

## Leben

### Familie
Gerhard Adolf Aschbach war der Sohn von Ignaz Aschbach, Besitzer einer Nudelfabrik, der aufgrund der politischen Entwicklung bis 1810 einen großen Teil seines Vermögens verlor und darauf den Gasthof Zu den drei Königen in Heidelberg übernahm; seine Mutter war Maria Anna (geb. Falkenstein). Er hatte noch vier jüngere Geschwister, zu diesen zählte auch der spätere Historiker Joseph Aschbach.
1820 heiratete er in Emmendingen die Tochter des Physikus Gaupp; gemeinsam hatten sie vier Kinder.

### Werdegang
Gerhard Adolf Aschbach wurde bis zum 14. Lebensjahr zu Hause unterrichtet, kam dann für zwei Jahre an eine Privatschule in Mannheim und besuchte das Gymnasium in Idstein. Er immatrikulierte sich darauf zu einem Studium der Rechtswissenschaften an der Universität Heidelberg. Aufgrund der schlechten finanziellen Situation seines Vaters erteilte er zur Fortsetzung des Studiums Privatunterricht und half dem Vater als Kellner im Gasthof, um den Lebensunterhalt für sich und seinen Bruder, der ebenfalls in Heidelberg studierte, zu sichern.
Als der preußische König Friedrich Wilhelm III. sich 1813 in Breslau an seine Untertanen, „Preussen und Deutsche“, mit dem Aufruf An Mein Volk wandte, und um Unterstützung für den Kampf gegen Kaiser Napoleon I. bat, war Gerhard Adolf Aschbach einer der Ersten, der sich freiwillig zum Dienst meldete. Er nahm als Lieutenant im 7. Feldlandwehrbataillon an den Feldzügen von 1814 und 1815 (siehe auch Sommerfeldzug von 1815) teil und kämpfte im letzten Jahr vor Straßburg.
Nach Beendigung der Kriegshandlungen machte er 1816 sein Staatsexamen und wurde Rechtspraktikant beim Bezirksamt Emmendingen.
Er wurde 1818 Auditor in Rastatt, bevor er 1821 als Auditor nach Karlsruhe versetzt wurde und 1825 nach Rastatt zurückkehrte; dort erfolgte dann seine Ernennung zum Hofgerichtsrat.
1833 wurde er zum Hofgericht Meersburg versetzt, bis das Hofgericht 1836 nach Konstanz verlegt wurde. Nach seiner Umsiedlung nach Konstanz, blieb er dort bis 1841, bis er an das Hofgericht Freiburg im Breisgau versetzt wurde. In Konstanz war er der Vorstand beider Museen, unter anderem dem Bürgermuseum.

### Politisches und gesellschaftliches Wirken
Von 1831 bis 1833 hatte Gerhard Adolf Aschbach einen Sitz für den Wahlkreis Amt Boxberg und von 1835 bis 1837 für die Ämter Blumberg, Stühlingen, Bonndorf, Löffingen und Neustadt in der zweiten Kammer in der Badischen Ständeversammlung.
Er brachte mehrere parlamentarische Vorstöße (Motionen) ein, so machte er unter anderem 1831 eine Eingabe auf eine zu erklärende Unvereinbarkeit der Stelle eines Deputierten mit der eines Regierungskommissärs sowie auf Festsetzung eines Verfassungseids für alle Staatsbürger und Beamten; 1833 folgte die Eingabe auf die verfassungsmäßige Wahrung der Rechte der Kammer in Bezug auf die vor Eröffnung des Landtages erlassenen Ministerialreskripte, wodurch den Abgeordneten, die zugleich Staatsdiener sind, unter Androhung von rechtlichen Folgen, aufgegeben werden sollte, ihren Eid als Deputierter mit Rücksicht auf ihren Diensteid, zu modifizieren; eine Eingabe, die von Karl von Rotteck besonders unterstützt wurde.
Er war Mitglied der Kommission für den Strafgesetzentwurf und erstattete hierbei einen Bericht über die Titel 31 bis 36 des Gesetzes, die unter anderem Fälschung und Betrug betrafen.
1841 erhielt er, als Vertreter des Wahlbezirks Bonndorf, keinen Urlaub, der notwendig war, um am 10. Landtag am 17. April 1841 in Karlsruhe teilnehmen zu können, worauf er das Mandat niederlegte. Dies führte in der Folge dazu, dass er bei den Neuwahlen 1842 jede Wiederwahl ablehnte.
Gerhard Adolf Aschbach war Mitarbeiter mehrerer juristischen Zeitschriften und schrieb mehrere Artikel für das Rotteck-Welckerschen Staatslexikon.
Er pflegte eine Freundschaft unter anderem mit Johann Georg Duttlinger und mit Carl Theodor Welcker.
Seinen Nekrolog schrieb der Jurist Hermann von Rotteck.

## Trivia
Gerhard Adolf Aschbach unternahm während seiner Studienzeit viele Wanderungen in Deutschland und traf hierbei auch auf Johannes Bückler, genannt Schinderhannes, und dessen Bande; durch Geistesgegenwart, Entschlossenheit und persönlichem Mut meisterte er die Situation, ohne zu Schaden zu kommen.